# Recetor (Colômbia)
Recetor é um município da Colômbia, localizado no departamento de Casanare.